# Elisabeth Brainin
Elisabeth Brainin (geboren 1949) ist eine österreichische Psychiaterin, Psychoanalytikerin, Autorin und Vortragende, die sich in den Bereichen Kinderpsychoanalyse, Trauma, Antisemitismus und Aufarbeitung der Folgen des Nationalsozialismus spezialisiert hat. Sie ist die ehemalige Leiterin der Child Guidance Wien, der Institute für Erziehungshilfe, fungiert als Vorstandsmitglied von ESRA und arbeitet eng mit Vera Ligeti und Samy Teicher zusammen.
Ihre Eltern sind Lotte und Hugo Brainin, die beide den Holocaust überlebt haben.

## Wichtige Publikationen
- Trauma und Phantasie. Gemeinsam mit Samy Teicher. In: WPV: Trauma der Psychoanalyse? Die Vertreibung der Psychoanalyse aus Wien 1938 und die Folgen, Wien: Mille Tre 2005, ISBN 978-3-900198-08-4
- Spielerische Lösungen: Das Kind als Mittelpunkt psychotherapeutischen Denkens. Festschrift für Ruth Naske. Hg. von Elisabeth Brainin und Gerald Kral, Linz: Pro Mente 2002, ISBN 3-85452-425-0
- Kindsein in stürmischen Tagen, Hg. von Elisabeth Brainin, Picus 2003, ISBN 3-85452-468-4
- Vom Gedanken zur Tat: Zur Psychoanalyse des Antisemitismus. Gemeinsam mit Vera Ligeti und Samy Teicher. Frankfurt: Brandes und Apsel 1993. ISBN 3-86099-111-6
- Nationalsozialismus, Nationalismus, Frankfurt: SFBF 1990, ISBN 3-926932-08-2